# 니불론
니불론(우크라이나어: НІБУЛОН)은 밀, 보리, 옥수수와 같은 곡물 생산 및 수출을 전문으로 하는 우크라이나의 농업 회사이다. 이 회사는 2023년까지 미콜라이우에 본사를 두었으나, 이후 키이우로 이전했다. 자체 선단과 조선소를 보유한 우크라이나 유일의 농업 회사이다.
NIBULON은 1991년 올렉시 바다투르스키가 설립했다. 그는 우크라이나 농업 발전에 기여한 공로로 2007년 우크라이나의 영웅 훈장을 받았다. 2022년 바다투르스키는 2022년 미콜라이우 공격에서 러시아 미사일 공격으로 사망했다. 그의 아들 안드리 바다투르스키가 이후 최고경영자를 맡았다.

## 역사

### 1991년 ~ 2000년
1991년, 미콜라이우 사업가 올렉시 바다투르스키와 헝가리 및 영국 기업인 KOMBISEED KFT와 Meridian Commodities Ltd의 합작 투자가 설립되었다. 회사 이름은 공동 설립자들이 온 도시들의 첫 글자를 따서 지어졌다: 미콜라이우, 부다페스트 및 런던.
1998년, 농업 지주 회사는 국제부흥개발은행(IBRD)으로부터 500만 달러의 첫 직접 대출을 받아 그러한 자금을 받은 최초의 우크라이나 농업 회사가 되었다. 이 자금은 수출 확장에 사용되었다. 해외 대출 유치는 회사 발전에 박차를 가했다. 2004년 12월 15일, 세계은행 보고서(IBRD, 그 중 한 부서)는 NIBULON 신용 한도에 투자된 1달러당 4~5달러를 창출했다고 밝혔다.

### 2001년 ~ 2012년
2003년, NIBULON은 미콜라이우의 곡물 및 유채 환적 터미널에서 직접 환적 시설을 운영하기 시작했다. 8월에는 키프로스의 첫 DS 파이오니어 선박에 사료용 보리를 터미널에서 선적했다. 이는 2003년 수확된 우크라이나 곡물 중 사우디아라비아로 수출된 첫 번째 물량이었다. 12월에는 각각 50,000톤의 용량을 가진 두 개의 양곡기가 터미널에서 운영되기 시작했다.
이 회사는 곡물 수출에 주력했다. 2004년과 2005년에는 NIBULON이 130만 톤의 곡물을 수출했고, 2008년과 2009년에는 수출량이 400만 톤을 넘어섰다. 물량 면에서 NIBULON은 우크라이나 수출업체 중 선두를 달렸다. 2004년 NIBULON의 환적 터미널은 그해 건설 및 가동된 우크라이나 최고의 산업 시설로 인정받았다.
2007년, 바다투르스키는 우크라이나 농업 산업 발전에 기여한 공로로 우크라이나 최고 훈장인 우크라이나의 영웅을 받았다.
2009년에는 우크라이나 10개 지역에 36개의 지점을 두고 자체적으로 약 70,000 헥타르 (170,000 ac)의 토지를 경작했다. 같은 해, NIBULON은 남부 부흐와 드니프로에서 자체 강 운송 인프라 개발을 시작했다. 이를 위해 선박 회사가 설립되었다. 회사는 오케안 조선소와 일반 및 대량 화물 운송을 위한 24척의 비자항식 건화물 선박(강-해 겸용) 건조 계약을 체결했다. 다음 해에는 예인선 건조 계약이 체결되었다. 2013년까지 NIBULON은 이미 36척의 선박(예인선 7척 포함)을 보유했다. 또한, 회사는 7개의 강 환적 단지를 보유하고 있었고, 그 중 6개는 드니프로에 위치했다.
2012년 바다투르스키와 유럽 부흥 개발 은행(EBRD) 우크라이나 국장 앙드레 쿠스베크는 NIBULON에 1억 2,500만 달러의 신디케이트 대출을 배정하는 대출 계약에 서명했다.

### 2013년 ~ 2021년
2013년, 루마니아 콘스탄차의 산티에룰 나발 콘스탄차 조선소에서 성 니콜라이 부유식 크레인 명명식이 거행되었다. 이 선박은 NIBULON의 주문으로 건조되었으며, 흑해와 지중해 분지에서 가장 큰 부유식 환적 크레인이었다.

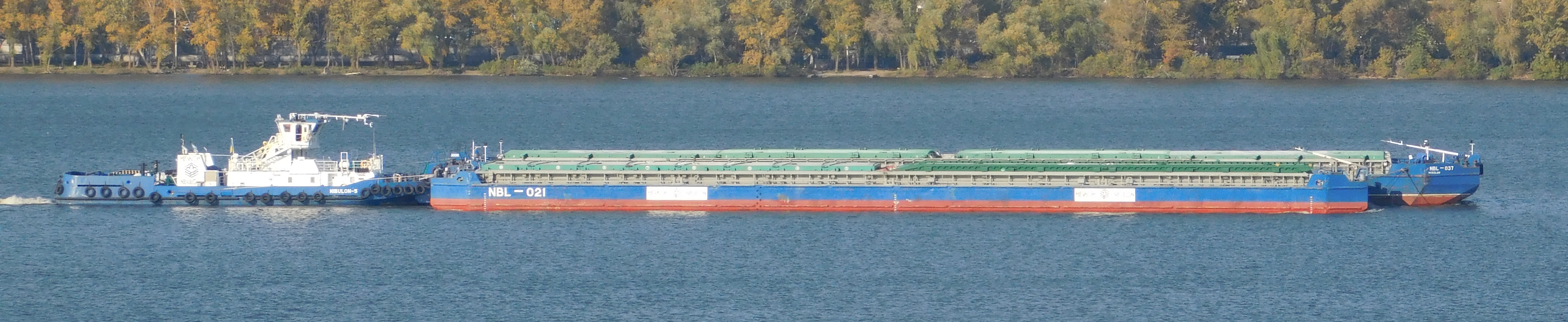
드니프로강의 NIBULON-5 바지선

2013년 12월, NIBULON은 자체 조선소에서 POSS-115 프로젝트 예인선(NIBULON-5, NIBULON-6) 건조를 시작했다. NIBULON은 강 운송량을 100만 톤으로 늘릴 계획이었다.
2016년에 회사는 드니프로강과 남부 부흐강에서 여객 운송 재개를 준비했다. 11월까지 두 척의 보스호드 수중익선(NIBULON 익스프레스-1, NIBULON 익스프레스-2)을 수리하고 시험 운행했다. 같은 해 NIBULON 익스프레스는 첫 항해를 수행했다. 2016년 12월, 유럽 투자은행과 NIBULON은 우크라이나 물류 인프라 개발 및 현대화를 위한 7,100만 유로 대출 계약을 체결했다. 2017년, NIBULON은 보즈네센스크 – 코발리우카 – 노바 오데사 – 미콜라이우 및 노바 카호우카 – 헤르손 – 홀라 프리스타니 노선과 킨부른 스피트 여행으로 정기 여객 운송을 시작했다.
2017년, 회사는 우크라이나 총리 볼로디미르 흐로이스만의 참여하에 자포리자주 빌렌케에 호르티차 지사를 개설했다. 개장 중, NIBULON은 식량 안보 증진을 위해 국제 금융 공사와 1억 달러 대출 계약을 체결했다. 그해 회사는 60대의 새로운 트랙터를 구매하여 물류 역량을 확장했다고 발표했다.
2018년, 이 회사가 헤르손주의 드니프로-부흐 하구에 새로운 심수 항구 건설 프로젝트에 참여하고 있다고 발표되었다. 2018년, EBRD와 NIBULON은 드니프로강과 남부 부흐강의 화물 운송을 부활시키고 곡물 물류를 발전시키기 위한 국가 프로젝트의 지속적인 이행을 위해 5천만 달러 대출 계약을 체결했다. 3월 3일, 재건된 Nibulon Shipyard의 슬립웨이에서 첫 100m 비자항식 B5000 프로젝트 선박이 진수되었다. 6월 1일, NIBULON은 오차키우 – 킨부른 스피트 노선으로 정기 여객 운송을 시작했다. 이 운행을 위해 회사의 100m 부유식 선착장이 오차키우에 설치되었다.
2019년, NIBULON은 자포리자주 테르니우카에 새로운 환적 터미널을 가동하여, 이 지역에서 회사의 세 번째 터미널이 되었다. 9월 20일, NIBULON은 NIBULON 조선수리 야드에서 국제 TRANS EXPO ODESA-MYKOLAIV 2019 포럼을 공식적으로 개최했다. NIBULON의 전체 선단이 참여하는 수상 쇼가 주요 행사였다. 회사는 공식적으로 140m NIBULON MAX 강-해 부유식 선박을 가동했는데, 이는 우크라이나 독립 후 지난 25년간 건조된 선박 중 가장 긴 선박이다. 이 선박은 두 개의 크레인과 13,400 m3 (470,000 cu ft)의 곡물 저장 시설을 갖추고 있다.
2020년, NIBULON은 드니프로페트로우스크주 마리안스케에 새로운 첨단 젤레노돌스카 지사 환적 터미널을 가동하여, 이 지역에서 회사의 첫 번째 시설이 되었다.
2021년 7월 1일, 회사의 구조적 부서인 NIBULON 조선 수리 야드를 기반으로 유한책임회사의 조직 및 법적 형태를 가진 새로운 시설이 설립되었다.

### 2022년 ~ 현재

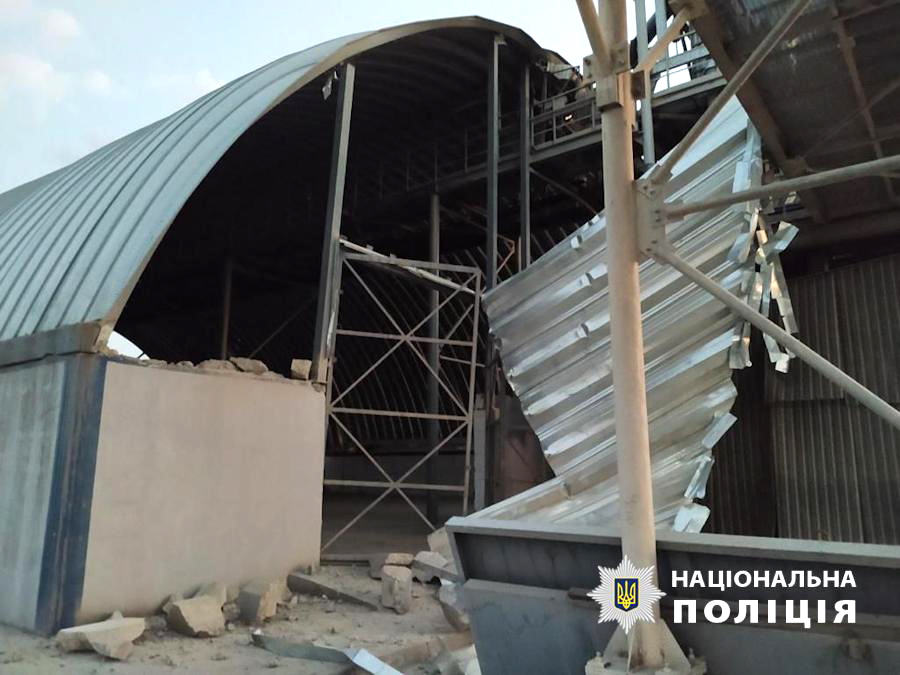
2023년 이즈마일에서 러시아 드론 공격으로 손상된 NIBULON 곡물 창고

2022년 7월 30일, 바다투르스키와 그의 아내 라이사는 미콜라이우 폭격 중 사망했다. 로켓이 그들의 집 침실을 강타했다. 우크라이나 대통령 볼로디미르 젤렌스키는 그의 죽음을 "엄청난 손실"이라고 불렀다. 폭격 이후, 우크라이나 대통령 고문 미하일로 포돌랴크는 바다투르스키가 우크라이나에서 가장 부유한 사업가 중 한 명으로서 특정 목표가 되었다고 말했다. 그의 아들 안드리 바다투르스키가 이후 NIBULON의 새로운 최고경영자가 되었다.
2022년 기준으로 NIBULON의 선단은 81척으로 구성되었다. 2022년 6월, 이즈마일에 베사라브스카 지사를 위한 새로운 강 환적 터미널 건설이 시작되었고, 10월에는 1단계 완료가 발표되었다. 2022년 10월부터 2023년 6월까지 이 지사는 첫 100만 톤의 곡물 화물을 수출했다. 러시아 해군의 흑해 항구 봉쇄 기간 동안, 이 지사는 회사의 주요 수출 통로가 되었다. 2023년 1분기에는 곡물의 64%가 이즈마일 터미널을 통해 수출되었다. 2023년, NIBULON 선단의 대부분은 러시아 해군 선박에 의해 미콜라이우 항구에 봉쇄되었다.

## 활동 분야
이 회사는 우크라이나 14개 지역에 50개의 시설과 부서를 운영하고 있으며, 3개의 주유소를 보유하고 있다.

### 무역
이 회사는 우크라이나 특산품인 대부분의 곡물 및 유지종자(밀, 옥수수, 보리, 해바라기, 대두, 유채, 수수) 수출에서 상당한 비중을 차지한다. 2021년 실적에 따르면 NIBULON은 564만 톤의 기록적인 선적량을 달성했다. 이 회사의 주요 무역 활동은 밀, 옥수수, 보리, 수수에 집중되어 있으며, 대부분 유럽 연합, 중동, 북아프리카 및 동남아시아로 수출된다.
2017년 12월 6일, 유엔식량농업기구(FAO)와 NIBULON은 곡물 생산, 저장, 운송에 관련된 이집트 기업의 효율성을 향상시키는 데 초점을 맞춘 양해각서를 체결했다.

### 물류
NIBULON은 화물 흐름을 수운으로 전환한다. 이를 위해 2009년부터 해운 회사를 운영하고 있다. 이 회사는 드니프로 강과 남부 부흐 강을 따라 화물을 운송한다. 회사의 현대식 선단은 곡물, 수박 및 멜론, 금속, 건축 자재(모래, 말뚝 등), 석탄 및 특대형 화물을 효율적으로 운송한다. NIBULON의 해운 회사는 우크라이나 강을 통해 2,500만 톤 이상의 화물을 운송하여, 우크라이나 고속도로에서 100만 대 이상의 트럭을 줄였다. 2020 회계연도 동안 NIBULON은 약 430만 톤의 다양한 제품을 운송했는데, 이는 우크라이나 내륙 수로로 운송된 화물의 새로운 연간 기록을 세웠다.
이 회사의 화물선단은 우크라이나에서 가장 젊고, 전적으로 우크라이나 선박으로 구성되어 있다. 예인선, 비자항 선박, 미콜라이베츠 자항식 준설선, NIBULON MAX 자항식 부유 크레인(P-140 프로젝트), 성 니콜라이 자항식 부유 크레인, 니불로니베츠 및 니불로니베츠-2 비자항식 부유 크레인, 그리고 NIBULON 익스프레스 수중익선 등 83척으로 구성되어 있다.
이 회사는 또한 자체 화차 및 트럭 운송 차량을 보유하고 있다. 화차 차량은 기관차 3대와 호퍼 왜건 212대로 구성되어 있다. 2019년, NIBULON은 KARPATY 실험 기계 공장에서 생산된 곡물 운송용 108대의 호퍼 왜건 19-6869를 구입했다. 2021년에는 54대의 왜건을 구입했다. 2023년, 미국 국제개발처(USAID) 경제 회복 활동은 NIBULON을 위해 50대의 새 호퍼 왜건을 구입했다. 2017년, 트럭 운송 차량은 60대의 새 볼보, 메르세데스-벤츠, 스카니아 트럭을 구입하여 확장되었다. 2024년, 이 회사는 76대의 스카니아 R450 유로 5 트럭과 64대의 STAS 세미 트레일러를 구입하여 트럭 차량을 업데이트하기 시작했다.
2018년과 2019년에 회사는 자체 필요를 위해 크레멘추크, 스와토베, 흐밀니크에 3개의 주유소를 건설했다.
러시아의 우크라이나 침공이 2022년에 시작된 후, 드니프로강과 남부 부흐강을 사용할 수 없게 되자 NIBULON은 일부 선박을 다뉴브강으로 옮겼다.

### 엘리베이터

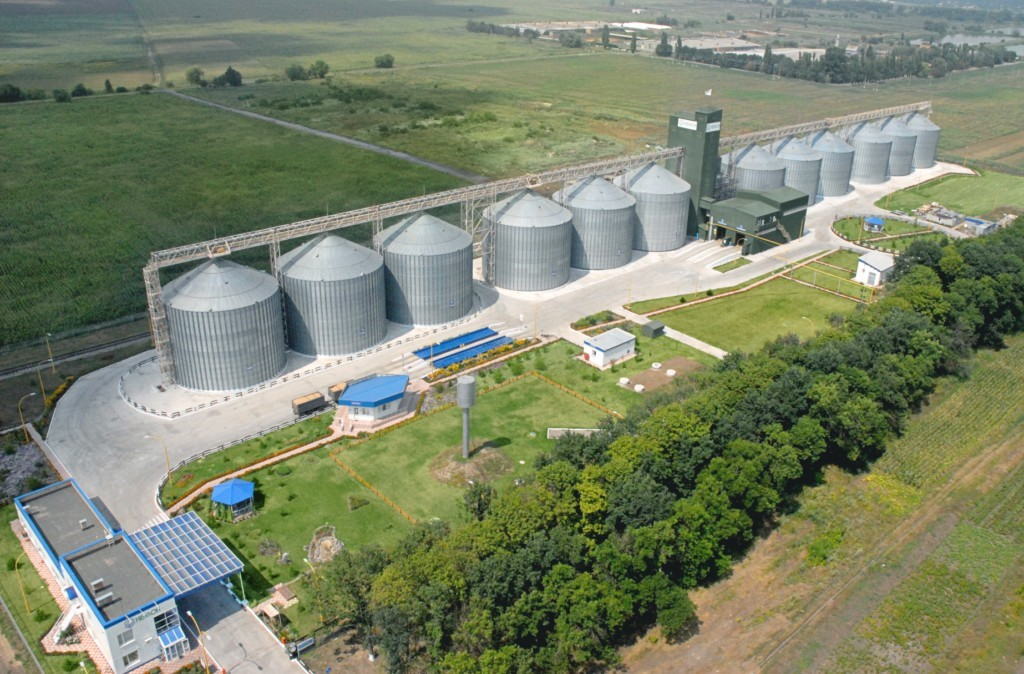
NIBULON 양곡기

수년 동안 NIBULON은 우크라이나 전역에 걸쳐 곡물 및 유지종자 접수, 저장 및 선적을 위한 환적 터미널과 복합 단지, 대용량 선단, 그리고 생산 지점으로 구성된 독특한 곡물 물류 인프라를 구축했다. 이 시설들은 농산물을 밭에서 엘리베이터로 운송하는 거리를 줄이기 위해 대규모 곡물 생산 지역에 위치하고 있다.
총 엘리베이터 용량은 204만 톤이다. 각 시설의 용량은 다음과 같다: 도로 운송으로부터 일일 5–7.5천 톤 접수; 일일 2-3천 톤 건조; 일일 4-8천 톤 수운 선적; 일일 4천 톤 철도 운송 선적; 그리고 회사의 옥수수 건조 시설 총 용량은 일일 56,000천 톤이다.
2009년, NIBULON은 드니프로강과 남부 부흐강을 우크라이나의 운송 수로로 부활시키기 위한 투자 프로젝트를 시작했다. 이 프로젝트의 일환으로 회사는 우크라이나 전역에 18개의 엘리베이터 단지와 환적 터미널을 건설했다. 현재 회사의 네트워크는 곡물 및 유지종자 접수, 저장 및 선적을 위한 27개의 환적 터미널과 단지로 구성되어 있다.
미콜라이우에 위치한 곡물 및 유지종자 선적을 위한 주요 환적 터미널은 우크라이나뿐만 아니라 유럽에서도 독특하다. 이 환적 터미널은 2004년에 건설되어 가동된 우크라이나 최고의 산업 시설로 인정받았다. 2008년 6월, 올렉시 바다투르스키가 이끄는 팀은 우크라이나 대통령령 No. 569/2008에 따라 우크라이나 건축 분야 국가상을 수상했다. 이 터미널은 곡물을 받고, 선적하고, 건조하고, 처리하는 현대적인 시설을 갖추고 있으며, 활동적인 환기 시스템과 8,000톤 용량의 바닥 저장 창고를 보유하고 있다. NIBULON은 또한 다양한 품질의 농산물을 받아 수출 표준에 맞게 개선할 수 있다.

### 농업 생산

#### 작물 생산
NIBULON은 76,000 헥타르 (190,000 ac) 이상의 농지를 경작한다. 현재 우크라이나 6개 지역의 4개 클러스터가 농업 생산에 참여하고 있다. 2021년에는 총 334,000톤의 작물을 수확했다. 2021년 시즌의 주요 특징은 46.2 dt/ha의 기록적인 겨울 작물 수확량과 51,100톤의 최고의 해바라기 수확량이었다.
2018년, NIBULON의 농업 기계 차량은 22대의 벨라루스 민스크 트랙터 공장 952.3 트랙터, 10대의 신형 디어 앤 컴파니 및 케이스 IH 콤바인, 6대의 타이거-메이트 II 컬티베이터, 3대의 킨제 매뉴팩처링 3000 파종기, 10대의 펜트 1038 VARIO 트랙터, 1대의 렘켄 루빈 9-600 디스크 써레, 2대의 렘켄 루빈 10S800 디스크 써레 등 거의 100대의 새로운 기계를 도입했다. 당시 농업 기계 차량은 1,550대였다. 2024년, NIBULON은 CLAAS, HORSHCH, HARDI, BEDNAR 등 여러 회사에서 최신 농업 기계를 구입하기 위해 최대 2천만 달러를 투자했다.

#### 축산업
이 회사는 우크라이나 3개 지역에 4개의 젖소 농장과 1개의 양돈 농장을 운영하며 축산업에 종사하고 있다. 이 지점들은 우크라이나 흑점 젖소, 우크라이나 홍점 젖소, 홀스타인 (소), 앵글러, 심멘탈 품종의 소를 사육한다.
NIBULON은 지토미르주 비스트리크에 있는 생산 시설에서 NIBULON의 "Bystrytski Kovbasy" 상표로 육류 및 소시지를 생산하기도 했다. 이 제품들은 전통적인 조리법을 사용하여 대두나 합성 향료를 첨가하지 않고 천연 원료로 생산되었다.

### 조선업
NIBULON 조선 수리 야드 LLC는 남부 부흐강의 보호 수역, NIBULON의 환적 터미널 근처, 미콜라이우 해항 수역의 첫 번째 운하 굴곡 지역에 위치해 있다. 이 조선소는 완제품 선박과 부유 시설을 건조한다. 금속 절단부터 가구 생산, 단열 및 도장, 전기 및 자동화 장비 시운전, 배관 작업, 선체 작업, 기계 및 장착 작업, 엔지니어링 지원에 이르는 전체 생산 주기는 조선소 전문가들에 의해 수행된다. 이 조선소는 또한 선박 수리 및 설계 작업을 수행한다. NIBULON 조선 수리 야드 작업은 우크라이나 해운 등록국의 감독을 받으며, 그 운영은 해당 요구 사항을 충족한다. 현대화를 통해 조선소는 연간 6~10척의 선박을 진수한다. 현재 700명의 숙련된 전문가가 조선소에서 일하고 있다.
NIBULON MAX 140m 자항식 강-해 부유 선박은 우크라이나 독립 이래 건조된 가장 큰 크레인 선박이다.
2021년 11월, NIBULON 조선수리 야드와 OCEA는 우크라이나 해상 안전 및 보안 강화를 위한 정부 프로젝트의 일환으로 OCEA FPB 98 MKI 고속 순찰선 5척을 건조하는 계약을 공식적으로 체결했다.

### 여객 운송
2017년, NIBULON은 사회 프로젝트의 일환으로 수상 여객 운송을 시작했다. 회사는 킨부른 스피트와 미콜라이우, 오차키우에 부유식 폰툰 선석을 제조 및 설치했다. 사계절 내내 가장 인기 있는 노선은 미콜라이우–킨부른 스피트–오차키우이다. 수상 여객 운송 시즌은 봄부터 가을까지이다. 회사는 시즌 개시 및 폐쇄 날짜를 공식 웹사이트와 "수상 여객 운송"이라는 페이스북 페이지를 통해 미리 알린다.
2021년, NIBULON은 5번째 수상 여객 운송 시즌을 마쳤다. 회사는 2021년에 22,000명 이상의 승객을 수송했다. 5년 동안 NIBULON의 선단은 120,000명 이상의 승객을 수송했다.
2022년과 2023년 여름 동안 NIBULON은 빌호로드-드니스트로프스키 – 오비디오폴 노선을 따라 여객 운송을 제공했다.

### 지뢰 제거
러시아의 우크라이나 침공으로 인해 NIBULON이 개인으로부터 임차한 토지 은행의 30%가 지뢰로 오염되었다. 2023년 봄, NIBULON은 지뢰 제거 작업자가 되어 비기술적 조사 수행을 위한 첫 번째 인증을 받았다. 회사의 지뢰 제거반은 미콜라이우주의 토지 은행을 경제적으로 활용하기 위해 스니후리우카 지사에서 비기술적 조사를 시작했다. 2024년 3월, NIBULON은 기술 조사, 수동 지뢰 제거, 전투 지역 제거를 수행할 수 있도록 인증을 받았다. 2024년 5월, 기계 및 장치를 사용하여 지뢰를 제거하는 데 성공적으로 인증을 받았다.
NIBULON은 DEG Impulse gGmbH로부터 보조금을 받아 GCS-200 지뢰 제거 기계 4대와 폭스바겐 크래프터 B형 구급차를 구입했다.

## 지속 가능한 개발

### 환경 영향 최소화
2018 회계연도 동안 NIBULON은 환경 및 생태 노력에 6,870만 흐리브냐를 투자했다. 2009년, NIBULON은 화물 운송을 수운으로 전환하기 시작했다. NIBULON은 내륙 수로를 통해 2,500만 톤 이상의 화물을 운송하여, 고속도로에서 100만 대 이상의 트럭을 줄였고 유해 배출량 감소에 기여했다. 철도 운송은 물류 구조에서 중요한 역할을 하며, 회사가 도로 운송을 최소화할 수 있도록 한다.
NIBULON은 자체 환경 기준을 시행한다. 생산 과정이 환경에 미치는 영향을 최소화하기 위한 장비를 설치한다. 2017년부터는 회사의 하위 부서에서 발생하는 폐기물에 대한 에너지 절약 프로그램과 폐기물 재활용 프로그램을 시행하고 있다. 위에서 언급된 프로그램 내에서, 회사는 운송 부서의 난방 및 온수 공급을 위해 폐유를 사용하는 보일러를 설치했다. NIBULON은 다른 하위 부서에는 비사료성 곡물 폐기물로 만든 브리켓을 사용하는 고체 연료 보일러를 설치했다.
NIBULON이 농업 활동에 종사하고 있음을 고려할 때, 그 시설들은 마을에 위치해 있다. 따라서 지점에는 환원수 방류 인프라가 없다. 결과적으로, 지점들은 수처리 시설을 갖춘 지역 하수도 시스템을 가지고 있다. NIBULON은 막 초여과 방법으로 완전한 생물학적 처리를 수행하여 생활 하수를 정화하는 유럽 기술을 사용한다. 빗물, 녹은 물, 세척수는 수집되어 유류 오염 물질로부터 정화된다. 처리 품질은 회사가 처리된 환원수를 연못으로 방류하거나 기술적 필요(관개, 도로 청소 등)에 사용할 수 있음을 의미한다.
회사의 현대식 선단은 선박으로부터의 오염 방지를 위한 국제 협약(Marpol 73/78)의 요구 사항을 충족하며, 이는 우크라이나 해운 등록국이 발행한 국제 인증서로 확인된다. 2017년부터 NIBULON은 자사 부유 시설에 세척수 재사용 시스템을 갖춘 장치를 설치했다.

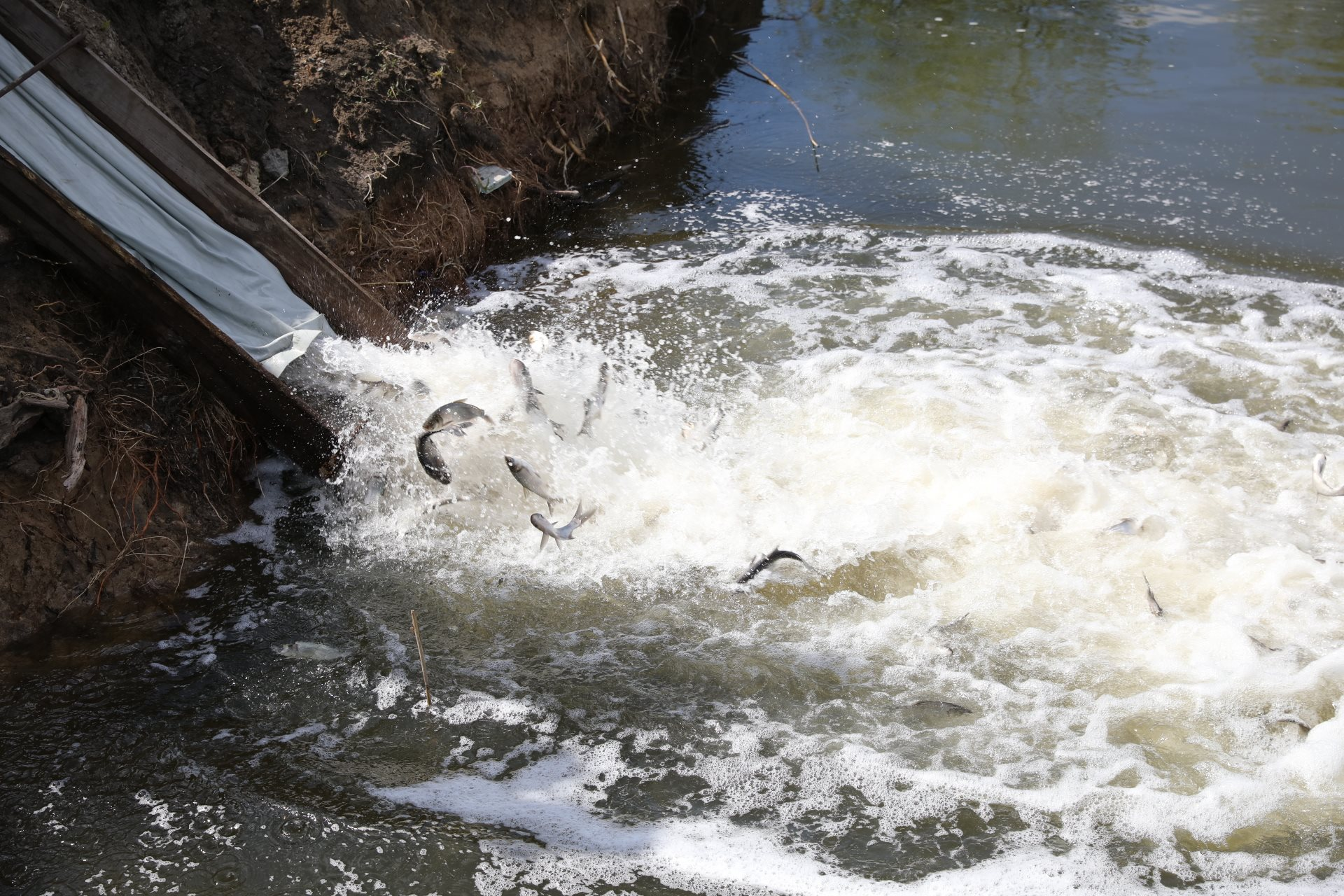
테르니우카의 플로스카 오소코리우카 강에 물고기를 방류하는 모습

NIBULON은 지속적으로 강에 물고기를 방류하고 부지에 나무와 덤불을 심는다. 회사는 드니프로강, 남부 부흐강, 그리고 카호우카 저수지, 카니우 저수지, 크레멘추크 저수지, 드니프로 저수지에 보상 조치의 일환으로 물고기를 방류했으며, 총 70톤의 은어, 초어, 잉어를 방류하여 총 3백만 흐리브냐 이상의 가치를 지닌다. NIBULON은 총 130만 흐리브냐 이상의 가치를 지닌 약 3만 그루의 나무와 덤불을 심었다.
2018년 8월, NIBULON은 몰로치니 하구(자포리자주)에서 수만 마리의 쏘이우이틀:무엇인가? 숭어과를 구출하는 작업에 참여했다. 이 물고기들은 산란을 위해 봄에 하구로 들어왔다. 물고기들은 얕은 물에 갇혔고 바닷물 부족으로 죽어가고 있었다. 쏘이우이 숭어를 구출하기 위해 NIBULON의 준설선은 약 10,000m3의 모래를 제거했다.
2018년 5월, EBRD는 NIBULON을 "환경 및 사회 혁신" 부문에서 동상 수상자로 인정했는데, 이는 내륙 수로를 통한 곡물 운송의 추가 발전을 통해 곡물 물류 인프라를 확장하고 현대화하기 위한 투자 프로그램 때문이었다.

### 기아 극복
NIBULON은 75개국에 농산물을 수출한다. 또한 유엔이 운영하는 세계 기아 구호 노력인 세계 식량 계획에 참여하며, 파키스탄, 에티오피아, 방글라데시, 케냐, 모리타니, 예멘 및 기타 국가에 곡물을 수출하고 농업 발전을 지원한다.

### 책임 있는 농업 생산
NIBULON의 농업 전문가들은 재배 작물의 특성과 토양 및 기후대의 적합성을 고려하여 잠재력을 극대화한다. NIBULON의 실험실은 토양 비옥도를 측정할 수 있어, 회사가 비료 및 살충제 사용을 개선하고 계획된 윤작을 수행하며 농업 기술을 적시에 조정할 수 있게 한다. 이 회사는 특히 사질 토양에서 토양 광물화를 위해 모든 영양 잔류물을 표면에 보존하는 스트립-틸 방식 덕분에 광물 비료 사용량을 줄이는 데 성공했다.
NIBULON은 전통적인 토양 경작 방법과 곡물 파종기로 파종하는 방법뿐만 아니라 스트립-틸 기술도 구현한다. 스트립-틸은 기술 작업에서 높은 정밀도와 효율성을 보장할 뿐만 아니라 연료 소비를 줄이고 토양 수분 증발을 제한하며 풍식으로부터 보호한다. 새로운 관행의 효과적인 구현을 위해 NIBULON은 2024년에 농업 기계 차량을 업데이트하기 시작했다.

### 영향권 내 지역사회 돌봄
수년 동안 NIBULON은 도시, 마을 및 정착촌 의회와 사회적 파트너십 협정을 체결해 왔으며, 우크라이나 13개 지역의 약 80개 지역과 협정을 맺었다. 이 협정의 목적은 사회 경제 발전 프로그램을 실행하고, 역사 문화 유산의 전통을 보존하고 풍요롭게 하며, 인프라를 유지하는 것이었다. NIBULON은 학교, 의료 기관, 문화 궁전의 수리 및 장비, 유치원 월동 준비, 도로 수리, 가로등 교체, 난방, 수도, 가스 공급 등을 후원했다. NIBULON은 또한 도로 수리에 투자하고 교육 및 의료 기관을 지원한다.
자포리자주 빌렌케에서 NIBULON은 회사의 비용으로 건설 및 재건된 일일 2,000 m3 (71,000 cu ft) 용량의 하수 처리 시설을 개장했다.
COVID-19 팬데믹에 맞서기 위해 NIBULON은 우크라이나 의료 부문 발전에 1억 흐리브냐를 기부했다. 그 결과, 회사는 시간당 100세제곱미터의 산소를 공급하는 산소 스테이션 4개를 설치하고, 400개의 산소 공급 지점이 있는 산소 네트워크를 구축했으며, 100개의 병상을 갖춘 50개의 일등 병동을 만들고, 통신 시스템과 호출 버튼을 설치했다. NIBULON은 또한 우크라이나 보건부 미콜라이우 지역 실험실 센터를 기반으로 자체 장비를 제공하여 중합효소 연쇄 반응 PCR 방법으로 코로나바이러스 존재 여부를 분석하는 현대적인 실험실을 조직했다.

#### 자원봉사
회사의 자원봉사 활동은 군인 지원, 군사 작전으로 피해를 입은 자산의 재건 또는 복원에 참여하여 지역 사회를 돕는 것, 그리고 직원들의 자원봉사 이니셔티브를 지원하는 것을 포함한다.
2023년, 안드리 바다투르스키가 이끄는 NIBULON 팀은 제30회 밤나무 달리기 행사에 참여했다. 회사 직원들은 다른 우크라이나인들과 함께 아동 돕기 행사에 참여했다. 등록 시 모금된 모든 자금은 우크라이나 보건부 소아 심장학 및 심장 수술 센터에 기부되었다.
2023년 말, NIBULON 직원들은 커뮤니티 유니티 자선 기금의 보살핌을 받는 아이들을 위해 축제 분위기를 조성하고자 단결했다. 직원들은 아이들을 위해 따뜻한 옷, 담요, 침구류, 건강에 좋은 과자, 장난감, 그리고 크리스마스카드를 모았다.

## 표창
- 우크라이나 국립 해상 등급 다수 수상.[86][87][88][89]
- 2019년, NIBULON은 미콜라이우 최고의 고용주가 되었다.
- NIBULON은 Randstad Employer Brand Research에서 2년 연속(2019, 2020) "우크라이나 농업 분야에서 가장 매력적인 고용주"로 인정받았다.[90][91]
- 우크라이나 전체 "성실 납세자" 등급 다수 수상.[92][93][94]
- 국립 자선 우크라이나 대회(2015, 2017, 2020) 수상,[95][96][97] 및 미콜라이우 지역 자선 대회(2019) 수상.[98]
- EBRD는 NIBULON을 "환경 및 사회 혁신" 부문에서 동상 수상자로 인정했다.[74]